# U.S. Route 10
La U.S. Route 10 è un asse stradale est-ovest degli Stati Uniti costruito nel 1926. La US 10 è stata una delle originali autostrade a lungo raggio. Il tracciato originale collegava Detroit a Seattle prima di essere rimpiazzata in gran parte dalle autostrade Interstate, oggi la sua lunghezza è di 565 miglia.

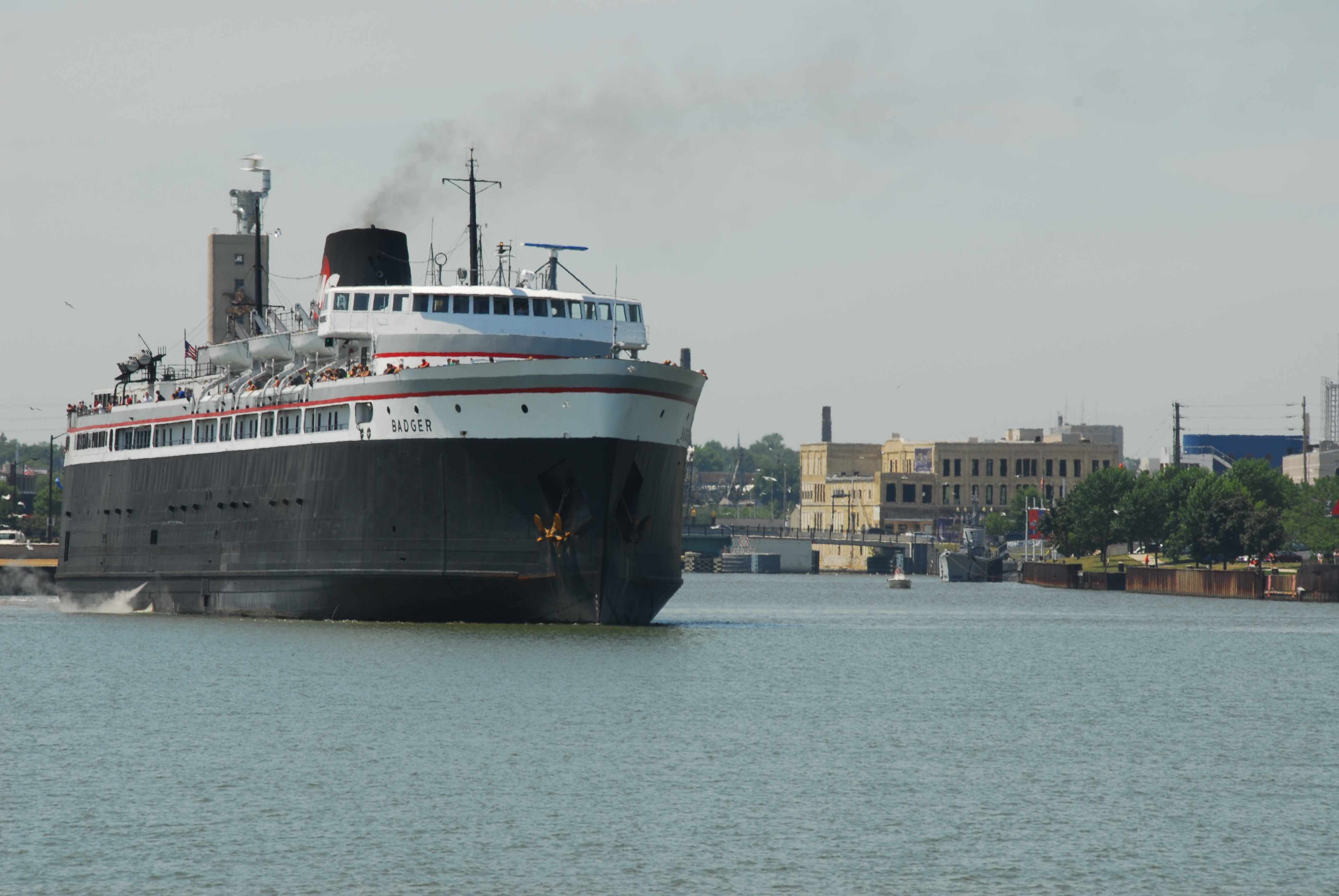
Il traghetto che collega Ludington con Manitowoc

Il percorso attraversa il Lago Michigan: è possibile attraversare lo specchio d'acqua con il traghetto SS Badger che collega Ludington (Michigan) con Manitowoc (Wisconsin). Insieme con la U.S. Route 9 la Route 10 è l'unica autostrada statunitense che prevede una "gita" in traghetto.
Il capolinea orientale si trova a Bay City (Michigan) ad un incrocio con Interstate 75; il capolinea occidentale un incrocio con Interstate 94 a West Fargo.